# Gierman Łupiekin
Gierman Antonowicz Łupiekin (Nowikow) (ros. Герман Антонович Лупекин (Новиков), ur. 30 kwietnia 1903 w Kijowie, zm. 29 stycznia 1940) – radziecki funkcjonariusz organów bezpieczeństwa, starszy major bezpieczeństwa państwowego.

## Życiorys
Pracował jako pomocnik ślusarza i ślusarz w Kijowie i Kronsztadzie, od stycznia 1918 w Armii Czerwonej, latem 1920 dowódca plutonu, później politruk na Froncie Zachodnim, dostał się do niewoli „białych”, zbiegł. Od 15 października 1920 funkcjonariusz Czeki, pracownik Wydziału Specjalnego Morza Czarnego i Azowskiego, od 1921 w RKP(b). Od marca 1923 do 1 lipca 1926 pomocnik szefa oddziału informacyjnego sekcji tajno-politycznej Pełnomocnego Przedstawicielstwa OGPU na Krymie, później w Pełnomocnym Przedstawicielstwie OGPU Kazachstanu, szef sekcji tajno-operacyjnej i zastępca szefa gubernialnego oddziału GPU w Akmole (obecnie Astana), szef wydziału informacyjnego gubernialnego oddziału GPU w Akmole, od 23 marca 1927 do 13 lipca 1928 szef Wydziału Informacyjnego Pełnomocnego Przedstawicielstwa OGPU w Kazachstanie. Od 13 lipca 1928 do 16 sierpnia 1930 szef Wydziału Informacyjnego Pełnomocnego Przedstawicielstwa OGPU w Kraju Syberyjskim, od 16 sierpnia 1930 do marca 1931 szef Wydziału Informacyjnego Pełnomocnego Przedstawicielstwa OGPU w Kraju Zachodniosyberyjskim, od marca 1931 do 1 czerwca 1932 szef Wydziału Tajno-Politycznego Pełnomocnego Przedstawicielstwa OGPU w Kraju Zachodniosyberyjskim, od 1 czerwca 1932 do 28 czerwca 1934 szef Wydziału Tajno-Politycznego Pełnomocnego Przedstawicielstwa OGPU w Białoruskiej SRR, równocześnie od 4 lutego 1933 do 28 czerwca 1934 szef Wydziału Ekonomicznego Pełnomocnego Przedstawicielstwa OGPU w Białoruskiej SRR. Od lipca 1934 do lutego 1935 zastępca szefa Zarządu NKWD obwodu kurskiego, od lutego 1935 do stycznia 1937 szef Wydziału Tajno-Politycznego/Wydziału IV Zarządu Bezpieczeństwa Państwowego (UGB) Zarządu NKWD obwodu leningradzkiego, od 25 grudnia 1935 major bezpieczeństwa państwowego, od 23 stycznia do 16 lutego 1937 szef Zarządu NKWD, a od 16 lutego do 1 kwietnia 1937 ludowy komisarz spraw wewnętrznych Baszkirskiej ASRR. Od 1 kwietnia do 29 września 1937 szef Zarządu NKWD obwodu wschodniosyberyjskiego, 10 kwietnia 1937 awansowany na starszego majora bezpieczeństwa państwowego, od 29 września 1937 do 31 stycznia 1938 szef Zarządu NKWD obwodu irkuckiego, od 31 stycznia do 7 lipca 1938 szef Zarządu NKWD obwodu rostowskiego. Deputowany do Rady Najwyższej ZSRR 1 kadencji. 7 lipca 1938 aresztowany, 28 stycznia 1940 skazany na śmierć przez Wojskowe Kolegium Sądu Najwyższego ZSRR, następnie rozstrzelany.

## Odznaczenia
- Order Lenina (19 grudnia 1937)
- Medal jubileuszowy „XX lat Robotniczo-Chłopskiej Armii Czerwonej” (22 lutego 1938)
- Odznaka „Honorowy Funkcjonariusz Czeki/GPU (V)”
- Odznaka „Honorowy Funkcjonariusz Czeki/GPU (XV)” (20 grudnia 1932)